# Benji Gregory
Benji Gregory, właśc. Benjamin Gregory Hertzberg (ur. 26 maja 1978 w Los Angeles, zm. 13 czerwca 2024 w Peorii) – amerykański aktor. Odtwórca roli Briana Tannera z sitcomu NBC ALF (1986–1990), za którą był trzykrotnie nominowany do Young Artist Award w latach 1987–1989.

## Życiorys
Urodził się w Los Angeles w Kalifornii jako syn Patti (z domu Stenger) i Manny’ego Hertzbergów. Miał starszą siostrę Becky i młodszego brata Matthew. Wywodził się z rodziny aktorów. Jego ojciec, wujek i siostra byli aktorami. Sam bardzo szybko poszedł w ślady swoich bliskich. Jego babcia była jego agentką. Już w wieku sześciu lat zaczął pojawiać się w małych rolach w serialach telewizyjnych, w tym Drużyna A. Największą rozpoznawalność dał mu ALF, który opowiadał o kosmicie z planety Melmac, który zamieszkuje na amerykańskich przedmieściach z rodziną Tannerów. Łącznie powstały 102 odcinki produkcji. Gregory wcielił się w Briana, kilkuletniego syna Tannerów, który szybko zaprzyjaźnia się z przybyszem z kosmosu.

## Praca w marynarce wojennej
W 2003 Gregory zaciągnął się do United States Navy i ukończył szkołę, aby zostać oficerem w służbach hydrograficznych i meteorologicznych w Biloxi w Missisipi. Podczas swojej kariery morskiej Gregory został przydzielony do USS Carl Vinson (CVN-70). W 2005 otrzymał honorowe zwolnienie lekarskie Marynarki Wojennej. Odszedł ze służby w 2005 z powodów zdrowotnych.
W 2006 zawarł związek małżeński z Sarah.

## Śmierć
13 czerwca 2024 Gregory i jego pies towarzyszący zostali znalezieni martwi w samochodzie na parkingu Chase Bank w Peorii w Arizonie. Miał 46 lat. O jego śmierci doniesiono publicznie niemal miesiąc później, 10 lipca 2024, kiedy nadal badano przyczynę jego śmierci. Jego siostra stwierdziła, że Gregory cierpiał na depresję, zaburzenia afektywne dwubiegunowe i zaburzenia snu oraz że prawdopodobnie zmarł w wyniku udaru cieplnego po zaśnięciu w samochodzie.

## Filmografia

### Filmy
- 1986: Jumpin’ Jack Flash jako Harry Carlson Jr.
- 1983: Pewnego razu w lesie (Once Upon a Forest) jako Edgar (głos)
- 1986: Ostatnia ucieczka (Thompson's Last Run) jako mały John (film TV)
- 1991: Never Forget jako Kenny Mermelstein (film TV)
- 1992: Lady Against the Odds jako gazeciarz

### Seriale
- 1984: Alice jako chłopiec (niewymieniony w napisach)
- 1984: Drużyna A (The A-Team) jako Eric (gościnnie)
- 1984: T.J. Hooker jako Sean (gościnnie)
- 1985: Punky Brewster jako Dash (gościnnie)
- 1985: Niesamowite historie (Amazing Stories) jako Sam (gościnnie)
- 1985: Strefa mroku (The Twilight Zone) jako chłopak (gościnnie)
- 1986–1990: ALF jako Brian Tanner
- 1986: Disneyland jako Reginald Ernest Davis
- 1987: Pound Puppies jako Andy (głos)
- 1988−1989: Fantastic Max jako Benjamin „Ben” Letterman (głos)
- 1991: Murphy Brown jako Brian (gościnnie)
- 1993: Powrót do przyszłości (Back to the Future) jako Biff Jr. (głos)